# トッレグロッタ
トッレグロッタ（イタリア語: Torregrotta, シチリア語: Turri）は、イタリア共和国シチリア州メッシーナ県にある、人口約7,400人の基礎自治体（コムーネ）。

## 地理

### 位置・広がり

#### 隣接コムーネ
隣接するコムーネは以下の通り。
- モンフォルテ・サン・ジョルジョ
- ロッカヴァルディーナ
- ヴァルディーナ